# Hydrillodes thomensis
Hydrillodes thomensis là một loài bướm đêm trong họ Noctuidae.